# Dewelfaryzacja

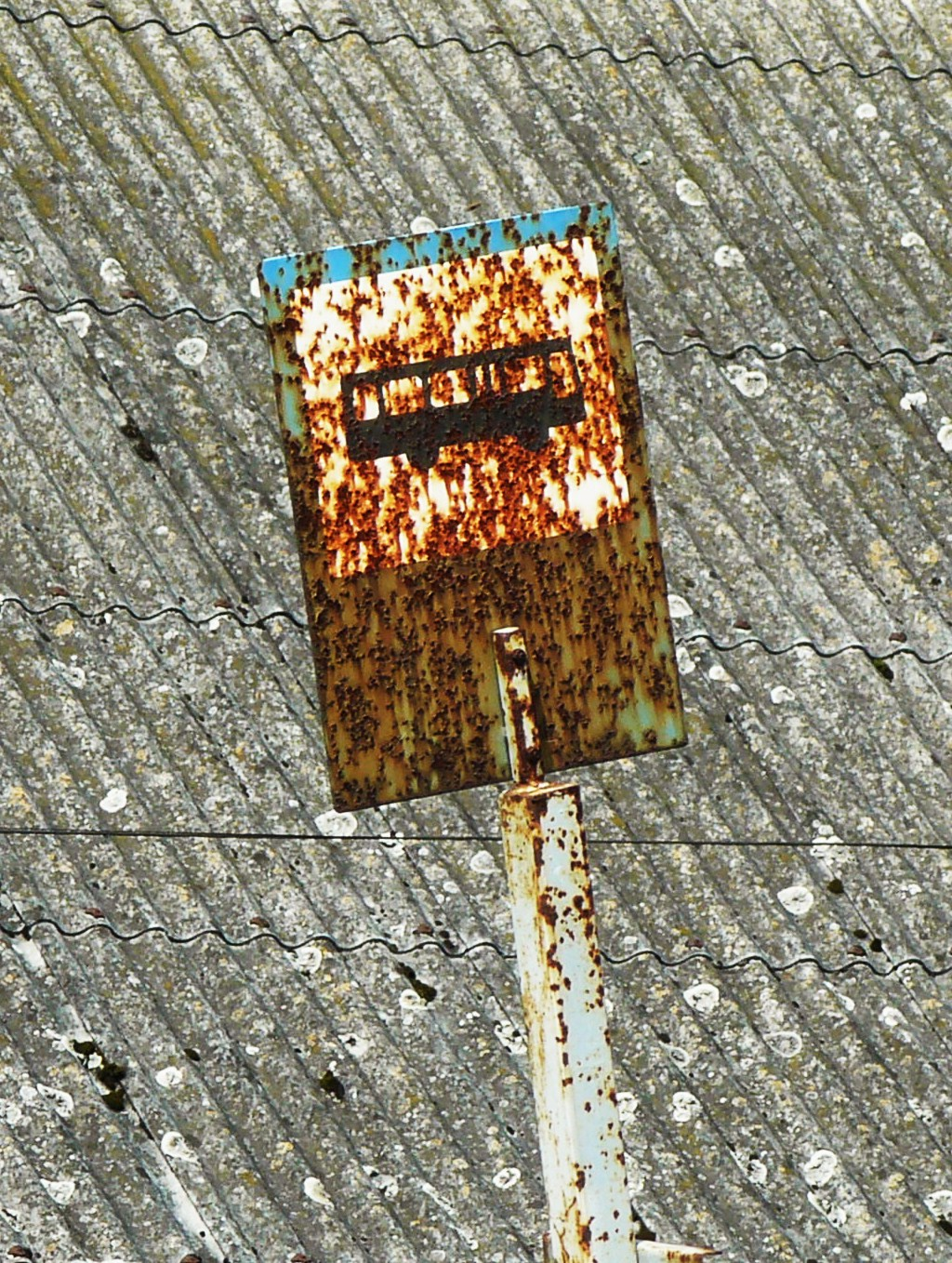
Wycofanie się państwa z finansowania komunikacji publicznej może być przyczyną wykluczenia komunikacyjnego

Dewelfaryzacja – proces wycofywania się państwa z dostarczania bezpłatnych lub niskopłatnych usług społecznych, przede wszystkim edukacyjnych, zdrowotnych, mieszkalnych oraz organizacji czasu wolnego. Ogranicza on  wpływ państwa  na  zaspokojenie podstawowych potrzeb społeczeństwa.
Proces ten może przybierać formę prywatyzacji i komercjalizacji, np. mieszkań i przestrzeni publicznych. Wykształcenie się nierówności mieszkaniowych na terenie miast ma natomiast istotny wpływ na tworzenie się enklaw biedy.